# Valea din Sânandrei
Valea din Sânandrei este o arie protejată (sit de importanță comunitară — SCI) din România, desemnată în scopul protejării biodiversității și menținerii într-o stare de conservare favorabilă a florei spontane și faunei sălbatice, precum și a habitatelor naturale de interes comunitar aflate în arealul zonei de protecție. Aceasta este întinsă pe o suprafață de 47,8 ha, integral pe uscat.

## Localizare
Centrul sitului Valea din Sânandrei este situat la coordonatele 45°52′55″N 21°09′58″E / 45.881855°N 21.166158°E. Situl se întinde pe teritoriul administrativ al comunei Sânandrei din județul Timiș.

## Înființare
Situl Valea din Sânandrei a fost declarat sit de importanță comunitară (ROSCI0402)  în septembrie 2011 pentru a proteja un număr necunoscut de specii din flora spontană și fauna sălbatică aflate în arealul zonei.

## Biodiversitate
Situată în ecoregiunea panonică, aria protejată conține 1 habitat natural: Pajiști stepice subpanonice.
La baza desemnării sitului se află un număr nedeclarat de specii protejate.
Pe lângă speciile protejate aflate la baza desemnării sitului, pe teritoriul acestuia au mai fost identificate 2 specii de plante ocrotite la nivel european: flori galbene de munte (Chamaecytisus supinus) și susai de pădure (Sonchus palustris).